# Рубани (Полтавський район)
Руба́ни — село в Україні, у Білицькій селищній громаді Полтавського району Полтавської області. Населення становить 75 осіб.

## Географія
Село Рубани знаходиться за 2 км від правого берега річки Ворскла, на відстані 1 км від сіл Жуки та Олійники.

## Історія
12 червня 2020 року, відповідно до розпорядження Кабінету Міністрів України № 721-р «Про визначення адміністративних центрів та затвердження територій територіальних громад Полтавської області», село увійшло до складу Білицької селищної громади.
19 липня 2020 року, в результаті адміністративно - територіальної реформи та ліквідації  Кобеляцького району, село увійшло до складу новоутвореного Полтавського району.